# Hoploscopinae
De Hoploscopinae zijn een onderfamilie van vlinders of Lepidoptera uit de familie van de grasmotten of Crambidae. Deze onderfamilie is in 1994 beschreven door Gaden Sutherland Robinson, Kevin R. Tuck en Michael Shaffer. De onderfamilie bevat twee geslachten met totaal 46 soorten.

## Geslachten
Tussen haakjes staat het aantal soorten binnen het geslacht.
- Hoploscopa Meyrick, 1886 (42)
- Perimeceta Turner, 1915 (4)